# 山根寿子
山根 寿子（やまね ひさこ、1921年4月11日 - 1990年9月15日）は、日本の女優。本名は小川 寿子（旧姓・山根）。東京市出身。身長156cm。
母はオペラ女優の山根千世子で、飲食店も経営していた。幼少よりピアノ、童謡、洋舞、日舞を習い、文化学院女学部に在学中の1936年、P.C.L.へ入社。本名でデビュー。P.C.L.は東宝に吸収される。
1939年、渡辺邦男監督『白蘭の歌』で長谷川一夫・李香蘭と共演。
1940年、衣笠貞之助監督『蛇姫様』で長谷川一夫の相手役となり人気スターの座へ。同年、『姑娘の凱歌』に初めて主演。その後もスターとして多くの主演作が作られる。
1946年、東宝争議の際、大河内伝次郎らと十人の旗の会を結成し、翌年3月の新東宝創立に参加。創立第一作の渡辺邦男監督『今日は踊って』でヒロインに。
1949年、フリーとなる。
1954年、プロデューサー小川吉衛と結婚する。1990年、69歳で死去した。

## 出演作品

### 映画

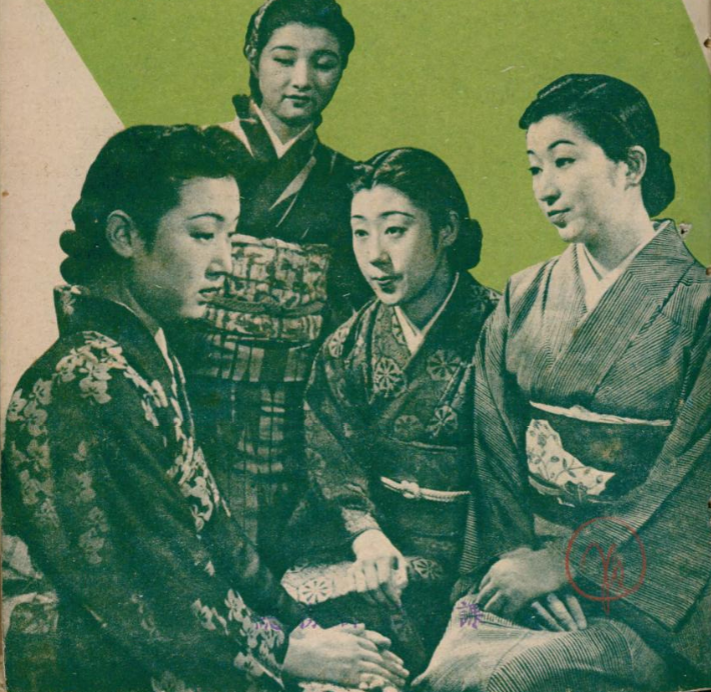
『四つの結婚』（1944年）

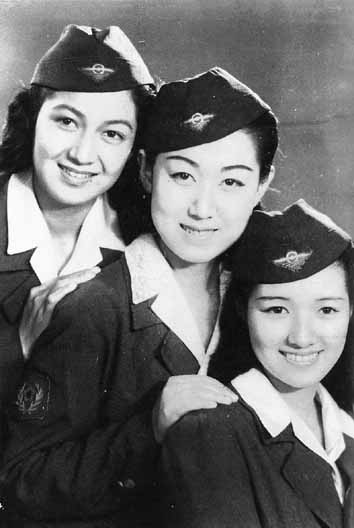
『北の三人』（1945年）

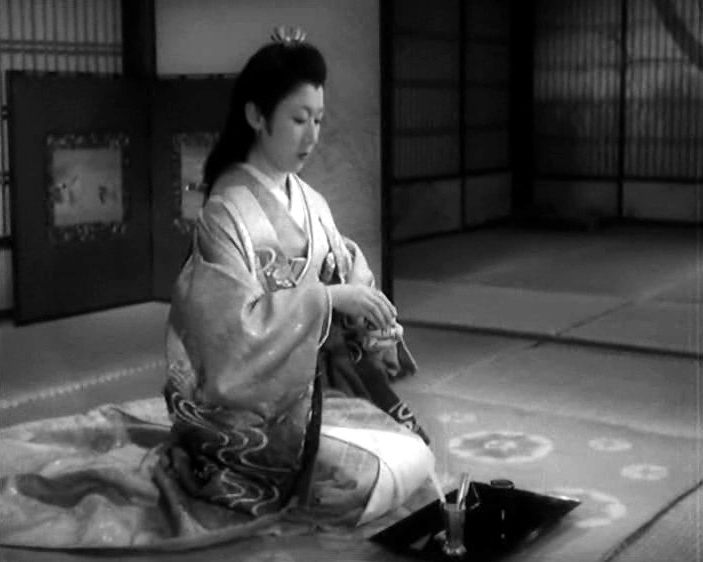
『西鶴一代女』（1952年）

- 愛国六人娘 東宝 ... 1937.12.01
- たそがれの湖 東宝 ... 蝶子 1937.12.21
- 鉄腕都市 東宝 ... 1938.01.20
- 愛憎秘刃録 東宝 ... お梅 1938.06.01
- 戦国一番侍 東宝 ... 1938.08.04
- 絵本五十三次 東宝 ... 1938.09.07
- ロッパの大久保彦左衛門 東宝 ... おうめ 1939.01.11
- むかしの歌 東宝 ... お篠 1939.02.01
- 沼津兵学校 東宝 ... おひで 1939.02.21
- 忠臣蔵 前・後編 東宝 ... おふみ 1939.04.21
- 風流浮世床 東宝 ... 1939.07.22
- 越後獅子祭 東宝 ... 小燕 1939.08.20
- 白蘭の歌 前・後編 東宝 ...松村京子 1939.11.30
- 仇討ごよみ 東宝 ... 須美 1940.01.31
- 妻の場合 前篇 東宝 ... 1940.03.20
- 妻の場合 後篇 東宝 ... 1940.03.27
- 蛇姫様 東宝 ... おすが 1940.04.03
- 姉の出征 東宝 ... 節子 1940.05.22
- 虎造の荒神山 東宝 ... 1940.07.10
- ハーモニカ小僧 東宝 ... 綾子 1940.07.10
- 姑娘の凱歌 東宝 ... 1940.11.26
- 娘時代 東宝 ... 1940.12.11
- 旅役者 東宝 ... 氷屋の娘 1940.12.18
- 親子鯨 東宝 ... 1940.12.18
- 島は夕やけ 東宝 ... 1941.02.11
- エノケンの金太売り出す 東宝 ... おふみ 1941.03.19
- をり鶴七変化 前・後篇 東宝 ... おその 1941.04.09
- 雲月の妹の歌 東宝 ... 1941.05.14
- 歌へば天国 東宝 ... 1941.06.10
- 闘魚 東宝 ... 内田とも子 1941.07.15
- 巷に雨の降る如く 東宝 ... 1941.08.07
- 我が家は楽し 東宝 ... 1941.12.24
- 男の花道 東宝 ... 1941.12.30
- 青春の気流 東宝 ... 馬淵美保 1942.02.04
- 砂丘 東宝 ... 1942.03.18
- 待って居た男 東宝 ... 1942.04.23
- 婦系図 東宝 ... 綱次 1942.06.11
- 梅里先生行状記 龍神剣 東宝 ... お次 1942.06.25
- 続 婦系図 東宝 ... 網次 1942.07.16
- 小春狂言 東宝 ... 1942.08.13
- おもかげの街 東宝 ... 1942.11.12
- 山まつり梵天唄 東宝 ... 1942.12.19
- ハナ子さん 東宝 ... 嫂さん 1943.02.25
- 男 東宝 ... 1943.06.10
- 浪曲忠臣蔵 東宝 ... 玄蕃妹琴 1943.12.29
- 四つの結婚 東宝 ... 正子 1944.09.28
- 突貫驛長 東宝 ... 1945.03.29
- 北の三人 東宝 ... 1945.08.05
- 花婿太閤記 大映 ... ねね 1945.08.30
- 檜舞台 東宝 ... 1946.01.17
- 浦島太郎の後裔 東宝 ... 豪田乙子 1946.03.28
- 幸運の仲間 東宝＝エノケンプロ ... お新 1946.04.18
- 俺もお前も 東宝＝吉本プロ ... 初子 1946.06.13
- 霧の夜ばなし 東宝 ... お紺 1946.09.10
- 東宝千一夜 新東宝 ... 1947.02.25
- さくら音頭 今日は踊って 新東宝 ... 1947.03.25
- 新婚リーグ戦 松竹 ... 北川真弓 1947.09.02
- ぼんぼん 新東宝 ... お米 1947.11.04
- おしどり笠 大映 ... おたか（おすみ）1948.01.13
- 黒馬の団七 新東宝 ... お國 1948.06.05
- わが街は緑なり 新東宝 ... 久子 1948.07.06
- 三百六十五夜 東京篇 新東宝 ... 照子 1948.09.21
- 三百六十五夜 大阪篇 新東宝 ... 照子 1948.09.28
- 夢よもういちど 新東宝 ... 二葉有貴子 1949.01.04
- 新妻会議 東横 ... 圭子 1949.01.17
- 湯の町悲歌 新東宝 ... 喜久江 1949.05.24
- 深夜の告白 新東宝 ... 七重 1949.06.20
- 新釈四谷怪談 前後篇 松竹 ... お梅 1949.07.05
- 足を洗った男 新演技座 ... お妻 1949.09.29
- 影を慕いて 新東宝 ... 美也子 1949.12.25
- 東京無宿 大泉映画 ... 1950.01.31
- 銀座三四郎 新東宝＝青柳プロ ... 絹江 1950.03.30
- 妻と女記者 新東宝 ... 矢代孝子 1950.04.02
- 細雪 新東宝 ... 雪子 1950.05.17
- こころ妻 新東宝＝青柳プロ ... 1950.09.19
- 鬼あざみ 新演技座 ... お光 1950.10.28
- 佐々木小次郎 東宝＝森田プロ ... 兎弥 1950.12.19
- 宮城広場 大映 ... 水上史江 1951.01.06
- 続 佐々木小次郎 東宝＝森田プロ ... 兎弥 1951.03.31
- 平安群盗伝 袴だれ保輔 東宝 ... 1951.06.22
- 完結 佐々木小次郎 巌流島決闘 東宝 ... 兎弥 1951.10.26
- 赤道祭 東宝 ... 安里思鶴 1951.12.07
- 結婚行進曲 東宝 ... 島子夫人 1951.12.28
- 右門捕物帳 緋鹿の子異変 新東宝 ... お新 1952.01.03
- 惜春 新東宝 ... 蟻安たか子 1952.03.28
- 西鶴一代女 児井プロ＝新東宝 ... 奥方 1952.04.17
- 金の卵 東宝 ... 1952.05.14
- 四十八人目の男 東宝 ... おえん 1952.06.26
- 振袖狂女 大映 ... 宇津木 1952.07.10
- 風雲千両船 東宝 ... 小はん 1952.12.16
- 吹けよ春風 東宝 ... 妻 1953.01.15
- 浅間の鴉 大映 ... おきぬ 1953.02.12
- 愛情について 東宝 ... 朝倉路子 1953.05.14
- 花の喧嘩状 大映 ... おもん 1953.07.14
- 新書太閤記 急襲桶狭間 東映 ... 浅野寧子 1953.09.30
- 早稲田大学 東映 ... まり枝 1953.10.27
- 鬼伏せ街道 東映 ... おたか 1953.11.03
- 魔剣 大映 ... 伊勢の局 1953.11.17
- 花の三度笠 大映 ... 満津次 1954.01.03
- 花と竜 第一部 東映 ... 谷口マン 1954.03.03
- 花と竜 第二部 東映 ... 玉井マン 1954.03.24
- 剣侠江戸紫 新東宝 ... 小柴 1954.05.10
- 風立ちぬ 東宝 ... 小野原泰子 1954.05.19
- 知らずの弥太郎 大映 ... お延 1954.06.13
- 影法師一番手柄 妖異忠臣蔵 東映 ...    1954.07.13
- 緑の仲間 大映 ... 四宮安芸子 1954.08.16
- 喧嘩鴉 松竹 ... おぎん 1954.11.10
- 美男お小姓 人斬り彦斎 日活 ... 小雪 1955.01.02
- 月は上りぬ 日活 ... 浅井千鶴 1955.01.08
- 青春怪談 日活 ... 船越トミ 1955.04.19
- つばくろ笠 大映 ... おせん 1955.05.15
- 浅草の鬼 大映 ...　お新 1955.08.14
- 風雲三條河原 新東宝 ... お峰 1955.09.13
- いろは囃子 大映 ... お仙 1955.11.01
- 愛情 日活 ... 松山信子 1956.04.25
- 名寄岩 涙の敢闘賞 日活 ... 岩壁初枝 1956.06.07
- しあわせはどこに 日活 ... ふみ代 1956.07.19
- 甲武信嶽伝奇 黄金地獄 日活 ... おこん 1956.08.22
- 甲武信嶽伝奇 人肌地獄 日活 ... おこん 1956.08.22
- 甲武信嶽伝奇 決闘地獄 日活 ... おこん 1956.09.05
- 愛は降る星のかなたに  日活 ... 栄子 1956.11.07
- 乳母車 日活 ... 桑原たま子 1956.11.13
- 地底の歌 日活...岩田辰子 1956.12.12
- 反逆者 日活 ... 西田信江 1957.05.28
- 今日のいのち 日活 ... 鳥羽沙智子 1957.06.26
- 殺したのは誰だ 日活 ... 由利江 1957.07.03
- 危険な年齢 日活 ... 静子 1957.09.15
- 雌花 日活 ... 栄子 1957.12.01
- 夫婦百景 日活 ... 誉田松江 1958.03.18
- 陽のあたる坂道 日活  ... 高木トミ子 1958.04.15
- 運河 日活 ... 生駒久子 1958.07.29
- 絶唱 日活 ... サト 1958.10.15
- 続 夫婦百景 日活 ... 松江 1958.11.04
- 若い川の流れ 日活  ... 川崎きくえ 1959.01.15
- 若い傾斜 日活 ... 川瀬奈津江 1959.06.30
- 風のある道 日活 ... 竹島宮子 1959.09.13

### テレビドラマ
- 寒い朝（1959年11月10日 - 11月24日、日本テレビ）
- 寒流（1960年4月21日、日本テレビ）